# Выборы в Конституционное собрание Сальвадора (1939)
Выборы в Конституционное собрание Сальвадора проходили в январе 1939 года. В результате Национальная партия Отечества Максимилиано Эрнандеса Мартинеса получила все места парламента.

## Результаты
| Партия                                    | Голоса  | %   | Места |
| ----------------------------------------- | ------- | --- | ----- |
| Национальная партия Отечества             | 210 810 | 100 | 42    |
| Недействительных/пустых бюллетеней        |         | -   | -     |
| Всего                                     | 210 810 | 100 | 42    |
| Источник: Political Handbook of the World |         |     |       |